# جیمز اوبیورا
جیمز اوبیورا (انگلیسی: James Obiorah؛ زادهٔ ۲۴ اوت ۱۹۷۸) یک بازیکن فوتبال اهل نیجریه است. از باشگاه‌هایی که در آن بازی کرده‌است می‌توان به گراس‌هاپر، اندرلشت، و لوکوموتیو مسکو اشاره کرد.وی همچنین در تیم ملی فوتبال نیجریه بازی کرده‌است و با این تیم در جام جهانی فوتبال ۲۰۰۲ نیز حاضر شد.